# Shreya Ghoshal

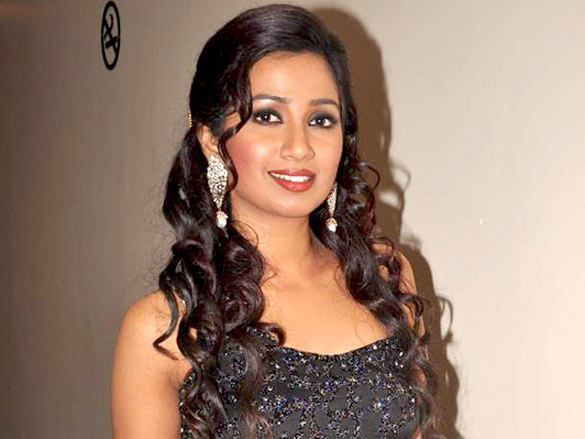
Shreya Ghoshal 2011

Shreya Ghoshal (* 12. März 1984 in Baharampur, Westbengalen) ist eine indische Playbacksängerin, die für ihre Hindi-Film-Lieder bekannt ist. Sie singt zudem auch auf Oriya, Panjabi, Marathi, Kannada, Tamil, Gujarati, Telugu, Malayalam und Bengalisch.

## Leben
Ihre Karriere begann, als sie den Contest Sa Re Ga Ma Pa gewann. Mit 16 Jahren sang sie zum ersten Mal in dem Film Devdas, für den sie drei Awards gewann; National Film Award für die beste Playbacksängerin, einen Filmfare Award für die beste  Playbacksängerin und einen Filmfare RD Burman Award für neues Musiktalent.
Seitdem hat sie viele andere Preise erhalten. Ghoshal wurde vom US-amerikanischen Staat Ohio geehrt, worin Gouverneur Ted Strickland den 26. Juni als „Shreya Ghoshal Tag“ erklärt hat.